# Myrioblephara embolochroma
Myrioblephara embolochroma är en fjärilsart som beskrevs av Louis Beethoven Prout 1927. Myrioblephara embolochroma ingår i släktet Myrioblephara och familjen mätare. Inga underarter finns listade i Catalogue of Life.